# Csutakfarkú poszáta
A csutakfarkú poszáta (Urosphena squameiceps) madarak osztályának verébalakúak (Passeriformes) rendjébe, ezen belül a berkiposzátafélék (Cettiidae)  családba tartozó faj.

## Rendszerezése
A fajt Robert Swinhoe angol ornitológus írta le 1863-ban, a Tribura nembe Tribura squameiceps néven.

## Előfordulása
Kína, Dél-Korea, Észak-Korea, Japán, Oroszország, Kína, Laosz, Mianmar, Tajvan, Thaiföld és Vietnám területén honos. Vonuló faj.
A természetes élőhelye szubtrópusi és trópusi síkvidéki- és hegyi esőerdők, mérsékelt övi erdők, legelők és cserjések, valamint vizes élőhelyek.

## Megjelenése
Testhossza 9,5-10,5 centiméter, testtömege 8-10 gramm.

## Életmódja
Gerinctelenekkel táplálkozik.

## Szaporodása
Áprilistól júliusig költ.

## Természetvédelmi helyzete
Az elterjedési területe rendkívül nagy, egyedszáma pedig stabil. A Természetvédelmi Világszövetség Vörös listáján nem fenyegetett fajként szerepel.